# Slåttesmyrtjärnen, Norrbotten
Slåttesmyrtjärnen är en sjö i Piteå kommun i Norrbotten och ingår i Piteälvens huvudavrinningsområde.